# Беневоленција
Беневоленција (од лат. bene — добро, и volens < velle — хтети) је мотивација да се чини добро другима, посебно онима у стању социјалне или неке друге потребе.